# سنگ تیزکننده

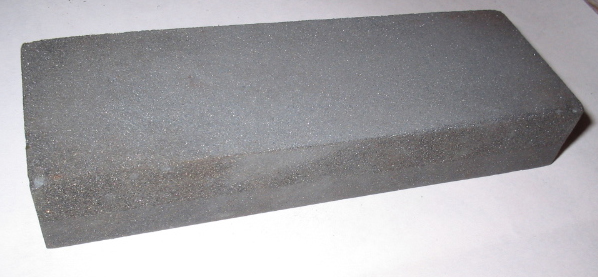
یک سنگ چاقو تیزکنی روغنی

سنگ‌های تیز کننده یا تیزکننده برای تیز کردن لبه‌های ابزار فولادی مانند چاقو از طریق سایش و تراش استفاده می‌شود.
چنین سنگ‌هایی در طیف گسترده‌ای از اشکال، اندازه‌ها و ترکیبات مواد وجود دارند. آنها ممکن است مسطح باشند، برای کار با لبه‌های مسطح، یا برای لبه‌های پیچیده تر، مانند لبه‌های مرتبط با برخی از ابزارهای کنده کاری روی چوب یا خراطی، شکل گرفته باشند. آنها ممکن است از مواد استخراج شده طبیعی یا از مواد ساخته شده توسط انسان تشکیل شده باشند. آنها در درجات گوناگون کیفی وجود دارند که به اندازه خرده ذرات ساینده در سنگ اشاره دارد. (اندازه ذرات ساینده به عنوان یک عدد داده می‌شود که نشان دهنده چگالی فضایی ذرات است؛ عدد بالاتر نشان دهنده چگالی بالاتر و در نتیجه ذرات کوچکتر است که سطحی با جزییات بیشتری به جسم تیز شده می‌دهد.) سنگ‌هایی که برای استفاده به عنوان معیار استفاده می‌شوند را سنگ‌های مرجع می‌گویند، در حالی که به سنگ‌های کوچک و قابل حمل که کشیدن تیغه‌های بزرگ به طور یکنواخت روی آن ها، به خصوص "در عمل" به خاطر اندازه‌شان سخت می‌شود، سنگ‌های دم دستی نامیده می‌شوند.
بیشتر این سنگ‌ها به همراه سیال برش دهنده برای افزایش تیزکنندگی و از بین بردن براده‌ها استفاده می‌شوند. آنهایی که از آب برای این منظور استفاده می‌کنند بیشتر سنگ‌های آبی نامیده می‌شوند، آنهایی که با روغن استفاده می‌شوند معمولا سنگ‌های روغنی هستند.
سنگ‌ها معمولاً در میانه کار با استفاده دچار فرسودگی و از هم پاشیدگی می‌شوند. ابزارهایی که در این شیار تیز می‌شوند، منحنی‌های نامطلوبی روی تیغه ایجاد می‌کنند. به منظور جلوگیری از این امر، سنگ تیزکننده ممکن است با کاغذ سنباده یا سنگ تسطیح یا مسطح تراز شود.

## واژه‌شناسی
این اصطلاح بر پایه کلمه "whet" به معنای تیز کردن تیغ است، نه بر کلمه "تر" است. این فعل امروزه برای توصیف فرآیند مورد استفاده برای تیز کردن برای چاقواستفاده می‌شود و صرفاً به معنای  تیز کردن است. اما اصطلاح قدیمی "Whet" برای تیز کردن هنوز هم گاهی اوقات استفاده می‌شود، اگرچه از این نظر آنقدر نادر است که دیگر به عنوان مثال در لغت نامه‌های موجود آکسفورد ذکر نشده است.

## سنگ‌های طبیعی
سنگ‌های تیزکننده طبیعی معمولا از کوارتز مانند نواکولیت تشکیل می‌شود. کوه‌های اواچیتا در آرکانزاس به عنوان منبعی برای این موارد ذکر شده است. نواکولیت و دیگر تشکل‌های سنگی در سرتاسر جهان مانند کرت شرقی یافت می‌شوند که سنگی به نام سنگ ترکی تولید می‌کند که در کوه الوندا استخراج می‌شود اما از دوران باستان در سراسر شام فروخته می‌شود.
سنگ‌های مشابه از دوران باستان مورد استفاده بوده‌اند. پلینی مورخ رومی در تاریخ طبیعی خود استفاده از چندین سنگ طبیعی را برای تیز کردن توضیح داد. او استفاده از سنگ‌های روغنی و آبی را توصیف می‌کند و محل چندین منبع باستانی را برای این سنگ‌ها بیان می‌کند.
یکی از شناخته شده‌ترین سنگ‌های تیزکننده طبیعی، "لپه بلژیکی" خاکستری-زرد است که از زمان رومیان به خاطر لبه‌هایی که می‌تواند به تیغه‌ها بدهد، افسانه‌ای بوده و سده‌ها از آردن استخراج شده است. سنگ تیزکننده "بلژیکی آبی" کمی درشت تر و فراوان تر به طور طبیعی با لپه زرد در لایه‌های مجاور یافت می‌شود. از این رو سنگ‌های تیزکننده دو طرفه با درز طبیعی بین لایه‌های زرد و آبی در دسترس هستند. اینها به دلیل ظرافت و زیبایی طبیعی، و برای ایجاد یک سطح سریع برش برای ایجاد یک اریب و یک سطح ظریف تر برای پالایش آن بسیار ارزشمند هستند. رگه‌های مختلف این سنگ به ترتیب برای چاقو، ابزار و تیغ مناسب است. نسخه‌های خاصی (مانند La Veinette) برای تیغ‌های برش بسیار مورد توجه هستند.
سنگ سخت جنگل چارنوود در شمال غربی لسترشایر، انگلستان برای سده‌ها استخراج شده است و منبعی از سنگ‌ها و سنگ‌های کورن بوده است.
سنگ‌های طبیعی بیشتر به دلیل زیبایی طبیعی خود به عنوان سنگ و کمیاب بودن، ارزش افزوده به عنوان اقلام کلکسیونی مورد توجه قرار می‌گیرند. علاوه بر این، هر سنگ طبیعی متفاوت است و سنگ‌های طبیعی کمیاب هستند که حاوی ذرات ساینده با خواص متفاوتی نسبت به سنگ‌های مصنوعی موجود هستند.  دو سنگ رایج در بریتانیا، سنگ Water of Ayr و سنگ Tam'o Shanter خالدار هستند که هر دو شکل این سنگ‌ها  به عنوان سنگ روغنی تیغهای برش استفاده می‌شوند.

## سنگ‌های مصنوعی (دست‌ساخته)
سنگ‌های مصنوعی معمولاً به شکل یک ساینده پیوندی متشکل از یک سرامیک مانند کاربید سیلیکون (کاربوراندوم) یا اکسید آلومینیوم (کوروندم) در دسترس هستند. ساینده‌های همراه با چسب  عمل برش سریع تری نسبت به سنگ‌های طبیعی دارند. آنها معمولاً به عنوان یک بلوک دو طرفه با یک اندازه ذرات درشت در یک طرف و اندازه ذرات ریز در طرف دیگر موجود هستند که یک سنگ را قادر می‌سازد تا نیازهای اولیه تیز کردن را برآورده کند. برخی از اشکال برای اهداف خاصی مانند تیز کردن داس ها، مته‌ها یا دندانه‌ها طراحی می‌شوند.
سنگ‌های مصنوعی مدرن عموماً از کیفیتی برابر با سنگ‌های طبیعی برخوردارند و به دلیل ثبات اندازه ذرات و کنترل بر خواص سنگ‌ها، بیشتر در عملکرد تیز کردن دست برتری را دارند. به عنوان مثال، محتوای متناسب ذرات ساینده بر خلاف مواد پایه یا "بایندر" را می‌توان کنترل کرد تا برش سنگ را سریعتر یا آهسته تر، به دلخواه، کنترل کرد.
استفاده از سنگ طبیعی برای تیز کردن به دلیل در دسترس بودن گسترده سنگ‌های مصنوعی با کیفیت بالا با اندازه ذرات ثابت کاهش یافته است. در نتیجه، معادن افسانه‌ای هونیاما در کیوتو، ژاپن، از سال ۱۹۶۷ بسته شده‌اند. هم‌اکنون بلژیک تنها یک معدن دارد که هنوز در حال استخراج Coticules و همتایان بلژیکی Blue Whetstone است.

## سنک‌های تیزکننده طبیعی و مصنوعی ژاپنی

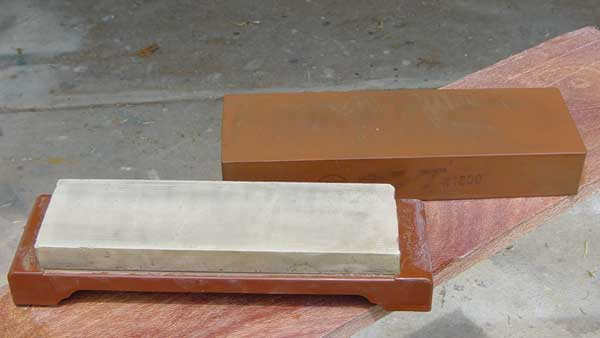
دو نوع سنگ تیزکننده ژاپنی

ژاپنی‌ها به طور سنتی از سنگ‌های تیزکننده طبیعی (که به آن تنن توشی  گفته می‌شود) و با آب خیس می‌شود استفاده می‌کنند، زیرا استفاده از روغن روی چنین سنگی کارایی آن را کاهش می‌دهد. زمین شناسی ژاپن نوعی سنگ را ارائه کرد که از ذرات سیلیکات ریز در یک زمینه خاک رس تشکیل شده است که تا حدودی نرم تر از نواکولیت است.  علاوه بر این کانی رسی، برخی از سنگ‌های رسوبی توسط ژاپنی‌ها برای سنگ‌های تیزکننده استفاده می‌شدند که معروف‌ترین آنها معمولاً در ناحیه ناروتاکی در شمال کیوتو در امتداد لایه نائوری Hon-kuchi استخراج می‌شد.  واحدهای معدنی زیادی وجود داشتند که از یکی از سه لایه در منطقه سنگ تولید می‌کردند، بسیاری از آنها برای شهرت خاصی مانند سنگ‌های اوهیرا اوچیگوموری، هاکا توما و ناکایاما به دنبال آن بودند.
از نظر تاریخی، سه درجه گسترده از توشی ژاپنی (سنگ‌های تیزکننده) وجود دارد: آرا-تو یا "سنگ خشن"، ناکا-تو یا "سنگ میانی/متوسط" و شیاژ-تو یا "سنگ پرداخت نهایی". نوع چهارمی از سنگ‌ها به نام ناگورا وجود دارد که مستقیماً از آن استفاده نمی شود. بلکه برای تشکیل دوغاب برش بر روی شیاژ-تو (سنگ تکمیل اولیه) یا awasedo (سنگ تکمیل کننده دیرهنگام) استفاده می‌شود که بیشتر برای ایجاد دوغاب لازم بسیار سخت هستند. تبدیل این نام‌ها به اندازه ذرات مطلق دشوار است زیرا طبقات گسترده هستند و سنگ‌های طبیعی هیچ "عدد اندازه ذرات" ذاتی ندارند. به عنوان نشانه، ara-to احتمالاً (با استفاده از یک سیستم غیر ژاپنی درجه بندی اندازه شن) ۵۰۰-1۰۰۰ گریت است. ناکا-تو احتمالاً ۳۰۰۰-۵۰۰۰ گریت و شیاژ-تو احتمالاً 7۰۰۰-1۰۰۰۰ گریت است. مقادیر فعلی اندازه ذرات مصنوعی از بسیار درشت، مانند 1۲۰ گریت، تا بسیار ریز، مانند ۳۰۰۰۰ گریت (اندازه ذرات ساینده کمتر از نیم میکرومتر ) متغیر است.

## صفحه الماس
صفحه الماس یک صفحه فولادی است که گاهی بر روی پایه پلاستیکی یا رزینی نصب می‌شود و با سنگ الماس پوشانده می‌شود، در این ابزار سنگ الماس ماده ساینده‌ای که فلز را آسیاب می‌کند. هنگامی که آنها نصب می‌شوند، گاهی اوقات به عنوان سنگ‌های الماس نیز شناخته می‌شوند.  صفحه ممکن است دارای یک سری سوراخ بریده شده در آن باشد که در هنگام سنگ زنی، انبوهی را که از بین می‌روند، را از خود عبور میدهد و با کاهش سطح ساینده روی هر صفحه، هزینه‌های عملیات را کاهش می‌دهد. صفحات الماسی می‌توانند اهداف بسیاری از جمله تیز کردن ابزارهای فولادی و حفظ صافی سنگ‌های تیزکننده ساخته دست بشر را داشته باشند که ممکن است در هنگام استفاده شیاردار یا توخالی شوند. Truing (مسطح کردن سنگی که شکل آن با فرسودگی تغییر کرده است) به طور گسترده‌ای برای فرآیند تیز کردن ضروری در نظر گرفته می‌شود، اما برخی از تکنیک‌های تراش دستی از نقاط بالای یک سنگ غیر واقعی استفاده می‌کنند. از آنجایی که تنها بخشی از یک صفحه الماس که از بین می‌رود، یک پوشش بسیار نازک از ذرات و چسب است، و در یک صفحه الماس خوب این سایش به دلیل سختی الماس حداقل است، یک صفحه الماس صافی خود را حفظ می‌کند. مالیدن صفحه الماس بر روی یک سنگ تیزکننده برای درست کردن (صاف کردن) سنگ تیزکننده، جایگزینی مدرن برای روش‌های سنتی truing سنگ است.
بشقاب‌های الماس در اندازه‌های مختلف (از اندازه کارت اعتباری گرفته تا اندازه صفحات معیار) و اندازه ذرات مختلف موجود هستند. از ذرات درشت‌تر برای حذف سریع‌تر مقادیر بیشتر فلز استفاده می‌شود، مانند هنگام تشکیل لبه یا بازیابی لبه آسیب‌دیده. برای از بین بردن خراش‌های اندازه ذرات بزرگتر و برای اصلاح لبه از اندازه ذرات ریزتر استفاده می‌شود. صفحات دو طرفه‌ای وجود دارد که هر طرف با اندازه ذارت متفاوت پوشیده شده‌اند.
باکیفیت‌ترین دستگاه‌های الماس تراش از الماس‌های تک کریستالی استفاده می‌کنند، ساختارهای تکی که شکسته نمی شوند و طول عمر بسیار خوبی به آنها می‌دهد. این الماس‌ها بر روی یک سطح نکه دارنده دقیق چسبانده می‌شوند، در نیکل قرار می‌گیرند و آبکاری می‌شوند. این فرآیند الماس‌ها را در جای خود قفل می‌کند.

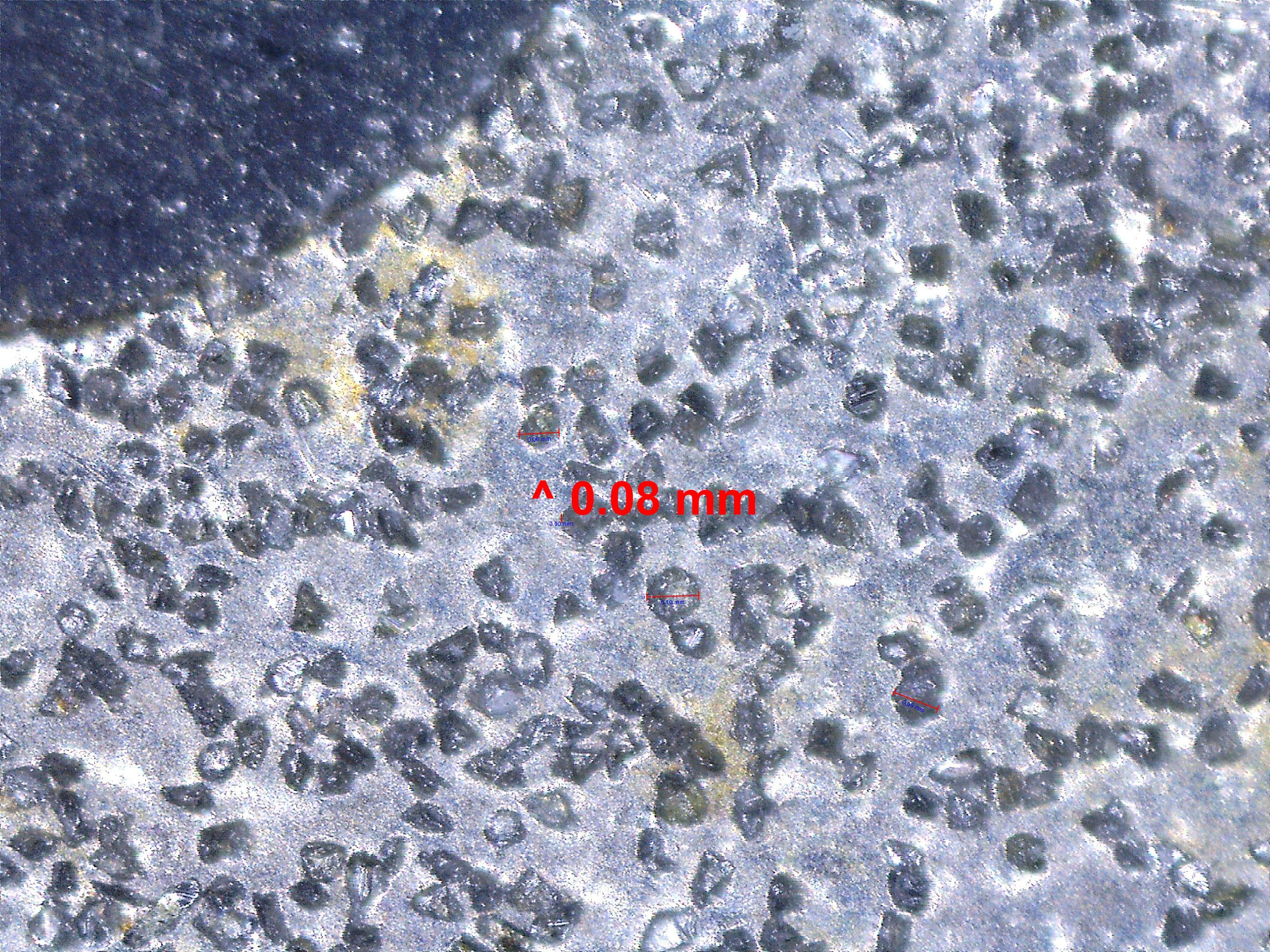
نمای میکروسکوپ سرگرمی از سنگ تراش کننده الماس ۲۲۰ گریت. الماس‌های ریز به یک نوار حامل فلزی سوراخ دار آبکاری می‌شوند و به پشتی پلاستیکی متصل می‌شوند. اندازه مشخص شده با خط قرمز در عرض آن حدود ۰/۰۸ میلی‌متر است. قسمت تاریک در سمت چپ بالا یک فضای خالی است که به گونه‌ای طراحی شده است که اجازه می‌دهد تا اضافات ایجاد شده در هنگام تیز کردن از الماس‌ها پاک شود. از این سنگ نسبتاً درشت برای تغییر شکل لبه تیغه آسیب دیده استفاده می‌شود که با اندازه ذرات ریزتر تصفیه می‌شود.

## اندازه دانه (ذره)
هیچ استاندارد غالبی برای رابطه بین "اندازه ذرات" و قطر ذرات وجود ندارد. بخشی از دشواری این است که "اندازه ذرات" برای اشاره به صافی روکش تولید شده توسط یک سنگ تیزکننده به کار برده می‌شود، و نه فقط اندازه واقعی ذرات. عوامل دیگری به غیر از قطر ذرات که بر روی پرداخت (و در نتیجه رتبه بندی "اندازه ذره") تاثیر می‌گذارند عبارتند از:
- شکل ذرات ساینده،
- چه مقدار از هر ذره توسط بایندر در معرض قرار می‌گیرد،
- شکنندگی (این که آیا ذرات ساینده می‌توانند با فشار سنگ زنی یا پرداخت به ذرات کوچکتر شکسته شوند)،
- سختی ذرات ساینده و
- ترکیب شیمیایی ذرات ساینده (ساینده‌های رایج شامل الماس، نیترید بور مکعبی (CBN)، اکسید کروم (III)، کاربید تنگستن، کاربید سیلیکون و سایر سرامیک‌ها است.

در سنگ‌های مصنوعی، اندازه شن و ماسه مربوط به اندازه مش است که برای انتخاب ذرات مورد استفاده در ساینده استفاده می‌شود. کاغذ سنباده نیز از سیستم مشابهی استفاده می‌کند.
[[پرونده:Comparison_of_grit_size_standards.svg|بندانگشتی| مقایسه استانداردهای اندازه ذرات
در اینجا برخی از اندازه‌های معمولی سنگ تیزکن و کاربرد آنها در هنگام تیز کردن چاقوهای فولادی آورده شده است:
| اندازه ذره | قطر تقریبی ذرات | استفاده معمولی                                                                                            |
| ---------- | --------------- | --- |
| ۲۰۰        | ۸۰ میکرومتر     | برداشتن تراشه‌ها از تیغه آسیب دیده                                                                         |
| ۵۰۰        | ۳۰ میکرومتر     | تیز کردن یک لبه صاف                                                                                       |
| 1۰۰۰       | ۸ میکرومتر      | صاف کردن یک لبه زبر به یک لبه متوسط                                                                       |
| ۴۰۰۰       | ۴ میکرومتر      | یک لبه متوسط را به یک لبه تیز برای برش گوشت صاف کنید                                                      |
| ۸۰۰۰       | ۲ میکرومتر      | هموار کردن بیشتر لبه تیز برای برش ماهی یا سبزیجات (نخک‌های موجود در گوشت باعث خم شدن لبه به این تیز می‌شود) |
| ۳۰۰۰۰      | ۰/۵ میکرومتر    | جلا دادن لبه به سطح آینه‌ای صاف (اما احتمالاً شکننده).                                                      |

استانداردهای اندازه‌گیری اندازه ذرات شامل JIS، CAMI، ANSI، FEPA-P (برای کاغذ سنباده)، FEPA-F (برای ساینده‌های فلزی)، و استانداردهای مختلف با علامت تجاری برای طیف‌های محصول شرکت‌ها می‌باشد.